# Sunday Uti

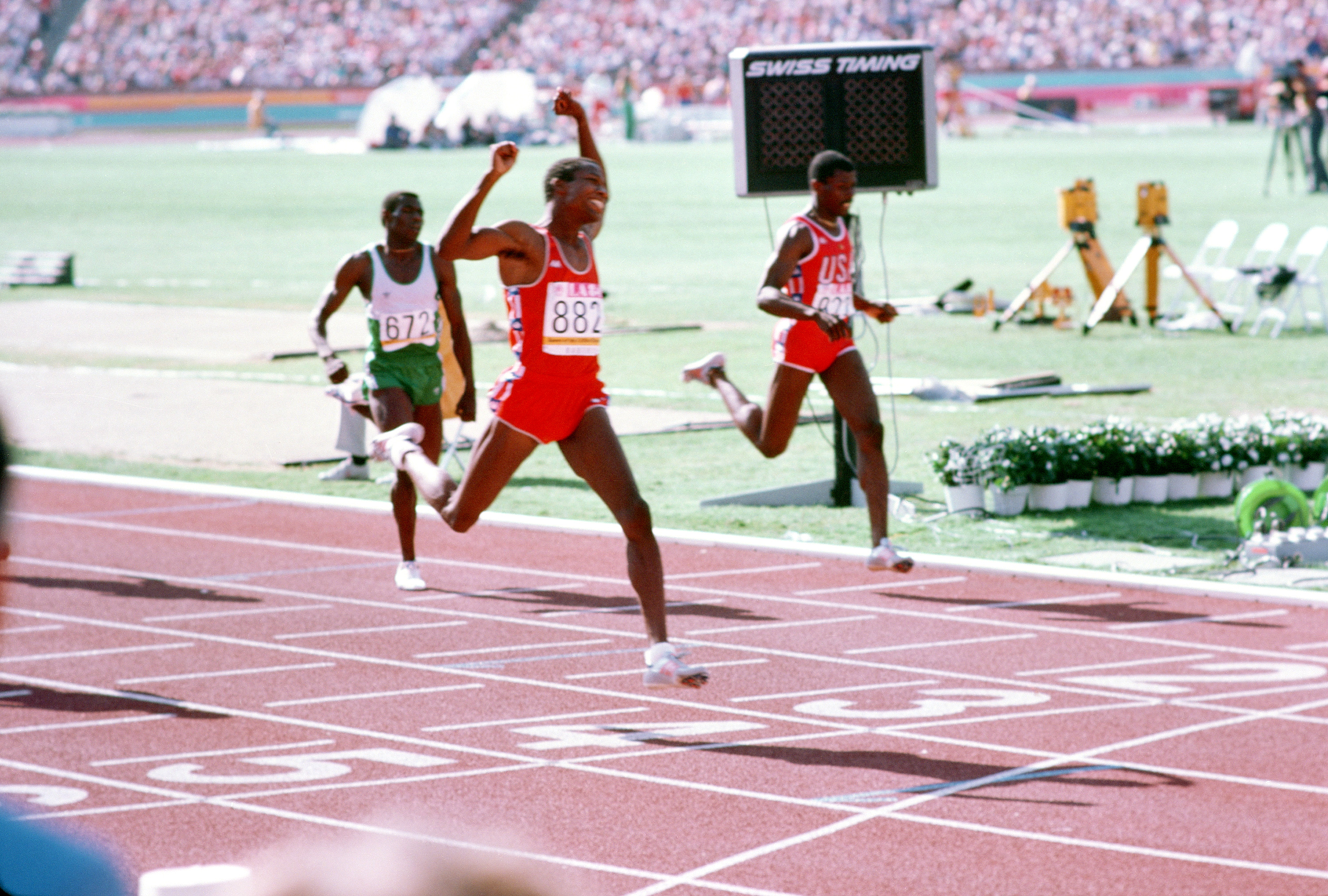

Sunday Uti (né le 23 octobre 1962) est un athlète nigérian spécialiste du 400 mètres.

## Carrière

### Palmarès
| Date | Compétition            | Lieu        | Résultat | Épreuve    | Performance   |
| ---- | ---------------------- | ----------- | -------- | ---------- | ------------- |
| 1983 | Universiade d'été      | Edmonton    | 1er      | 400 mètres | 45 s 32       |
| 1984 | Championnats d'Afrique | Rabat       | 2e       | 400 mètres | 46 s 16       |
| 1984 | Championnats d'Afrique | Rabat       | 2e       | 4 × 400 m  | 3 min 04 s 85 |
| 1984 | Jeux olympiques d'été  | Los Angeles | 6e       | 400 mètres | 44 s 93       |
| 1984 | Jeux olympiques d'été  | Los Angeles | 3e       | 4 × 400 m  | 2 min 59 s 32 |
| 1985 | Universiade d'été      | Kōbe        | 3e       | 400 mètres | 45 s 58       |
| 1985 | Championnats d'Afrique | Le Caire    | 2e       | 4 × 400 m  | 3 min 5 s 51  |
| 1988 | Jeux olympiques d'été  | Séoul       | 7e       | 4 × 400 m  | 3 min 02 s 50 |

### Records
| Épreuve    | Performance | Lieu        | Date        |
| ---------- | ----------- | ----------- | ----------- |
| 400 mètres | 44 s 83     | Los Angeles | 6 août 1984 |